# Вторжение Бэйнов
Вторжение Бэйнов (англ. Invasion of the Bane) — первая серия британского сериала «Приключения Сары Джейн», ответвления «Доктора Кто», впервые показанная 1 января 2007 года. Так как сериал был утверждён ещё до выхода эпизода, серия является не пилотным, праздничным выпуском, выполняющим вводные функции пилота.
Сюжет серии связан с тринадцатилетней девочкой Марией Джексон, обнаруживающей странности вокруг себя. Вместе с журналисткой Сарой Джейн Смит она выясняет причины отравлений напитком «Bubble Shock!» («Пузырьковый шок»).

## Сюжет
Семья Марии Джексон переезжает в новый дом. Ночью девочка видит пришельца в коттедже напротив. Вместе с ним она обнаруживает и хозяйку дома — журналистку Сару Джейн Смит.
На следующий день к ней приходит Келси — девочка, живущая поблизости. Вместе они отправляются на бесплатном автобусе на экскурсию по фабрике, производящей «Пузырьковый шок». Узнав об этом, Сара Джейн едет за ними. Пока детям показывают производство, Сару Джейн обнаруживает персонал. Её отводят к начальнице фабрики — миссис Вормвуд, которая даёт интервью.
Чтобы позвонить, Келси отходит от группы и попадает в запретную зону с инопланетной аппаратурой. Телефонные волны вызывают аварийную тревогу, а на девочку нападает гигантский осьминог — мать Услада. В лаборатории выращенный мальчик-клон пробуждается и убегает. Вместе с Марией и Сарой Джейн он сбегает с фабрики, а Келси остаётся в роли заложницы.
Миссис Вормвуд считывает мысли девочки, узнаёт адрес Сары Джейн и отправляет туда брата. Во время схватки дети обнаруживают в доме множество инопланетных вещей, а главное — разумный компьютер на чердаке. Сара вынуждена рассказать им об инопланетянах, о своей жизни, о К-9 и о Докторе. Случайно они обнаруживают, что главный компонент «Пузырькового шока» — Услада — инопланетный, а также живой. Этот компонент начинает преобразовывать людей. Чтобы остановить процесс, герои отправляются на фабрику. Благодаря волнам мощного передатчика Услада погибла, а фабрика взорвалась.
Сара Джейн усыновляет мальчика и даёт ему имя — Люк.

### Дополнительная информация
- Миссис Вормуд появилась также в сериале во втором сезоне («Враг Бэйнов»).
- Бэйн в переводе с английского — смерть, проклятье[2], а Вормвуд — полынь.

## Производство

### Слейден и Доктор Кто
Элизабет Слейден ранее играла Сару Джейн Смит как спутницу Третьего и Четвёртого Доктора (1973—1976). В 1981 ей предложили вернуться в сериал, чтобы облегчить переход от Четвёртого к Пятому Доктору, но она отказалась. Затем она согласилась сыграть в пилотном выпуске (только в одном эпизоде) сериала «К-9 и компания». После её появления в серии «Пять Докторов» (1983), она не появлялась на экране в роли Сары до 2006 года («Встреча в школе»).
Слейден и Томми Найт сыграли своих персонажей в «Докторе Кто» в финале 4 сезона, а также эпизодически появлись в последей серии Десятого Доктора «Конец времени».

### Написание
В 2005 году главный автор сценария «Доктора Кто» Расселл Т. Дэвис предложил использовать образ прошлого спутника, чтобы показать возможную судьбу Розы Тайлер. В результате, Элизабет Слейден сыграла Сару Джейн в третьей серии второго сезона «Встреча в школе». Тем временем на детском канале CBBC создавался спин-офф Доктора Кто, а Слейден, на удивление, согласилась участвовать в нём. Однако, из-за проблем с авторскими правами, в сериале не мог появиться K-9 — механическая собака Сары, доставшаяся её от Доктора. Чтобы оправдать это, сценаристы отправили пса сдерживать чёрную дыру, созданную учёными в Швейцарии.
Серия была написана Расселлом Дэвисом и Гаретом Робертсом. Некоторые детали сюжета были взяты из других источников, например о планете Вормвуд (звезда Полынь) упоминается в Откровении Иоанна Богослова.

## Показ
| Эпизод             | Дата показа   | Продолжительность | Телезрители (в миллионах) |
| ------------------ | ------------- | ----------------- | ------------------------- |
| «Вторжение Бэйнов» | 1 января 2007 | 60:22             | 2.9                       |
| [ 4 ] [ 5 ] [ 6 ]  |               |                   |                           |

Первая сцена из серии была показана 8 декабря 2006 во время утреннего разговора BBC со Слейден. На следующий день она была опубликована как часть рождественского календаря на сайте «Доктора Кто». Ролик, длительностью около минуты, представлял собой интервью с мисис Вормвуд.
Показ серии на BBC1 привлёк внимание 2.9 миллиона телезрителей, что составило 15 % всех зрителей, из которых 20 % были младше 16 лет. Индекс оценки эпизода составил 77 %, средний результат для подобной программы.